# Donny van de Beek
Donny van de Beek (ur. 18 kwietnia 1997 w Nijkerk) – holenderski piłkarz, grający na pozycji pomocnika w hiszpańskim klubie Girona oraz w reprezentacji Holandii.

## Kariera klubowa
Jest wychowankiem amsterdamskiego AFC Ajax. W czasach juniorskich trenował także w klubie Veensche Boys
. W 2015 roku dołączył do seniorskiego zespołu Ajaksu. W Eredivisie zadebiutował 29 listopada 2015 w wygranym 2:0 meczu z PEC Zwolle.
2 września 2020 roku podpisał pięcioletni kontrakt z opcją przedłużenia o kolejny rok z Manchesterem United. W nowym klubie zadebiutował 19 września 2020 roku w przegranym 1:3 meczu przeciwko Crystal Palace, zmieniając w 67 minucie spotkania Paula Pogbę i zdobywając swoją pierwszą bramkę dla klubu.
31 stycznia 2022 roku udał się na półroczne wypożyczenie do Evertonu.
1 stycznia 2024 roku został wypożyczony do Eintrachtu Frankfurt.
11 lipca 2024 roku został ogłoszony nowym piłkarzem Girona FC.

## Kariera reprezentacyjna
W reprezentacji Holandii zadebiutował 14 listopada 2017 w wygranym 3:0 towarzyskim spotkaniu z Rumunią. Grał w nim od 83. minuty, gdy zastąpił Stevena Berghuisa.

## Statystyki
(aktualne na dzień 11 lipca 2024)
| Klub                       | Sezon              | Liga               | Liga  | Liga   | Puchar krajowy | Puchar krajowy | Puchar ligi | Puchar ligi | Europa | Europa | Inne  | Inne   | Suma  | Suma   |
| Klub                       | Sezon              | Liga               | Mecze | Bramki | Mecze          | Bramki         | Mecze       | Bramki      | Mecze  | Bramki | Mecze | Bramki | Mecze | Bramki |
| -------------------------- | ------------------ | ------------------ | ----- | ------ | -------------- | -------------- | ----------- | ----------- | ------ | ------ | ----- | ------ | ----- | ------ |
| Jong Ajax                  | 2014/15            | Eerste divisie     | 6     | 0      | –              | –              | –           | –           | –      | –      | –     | –      | 6     | 0      |
| Jong Ajax                  | 2015/16            | Eerste divisie     | 13    | 2      | –              | –              | –           | –           | –      | –      | –     | –      | 13    | 2      |
| AFC Ajax                   | 2015/16            | Eredivisie         | 8     | 0      | 0              | 0              | –           | –           | 2      | 1      | –     | –      | 10    | 1      |
| Jong Ajax                  | 2016/17            | Eerste divisie     | 16    | 6      | –              | –              | –           | –           | –      | –      | –     | –      | 16    | 6      |
| AFC Ajax                   | 2016/17            | Eredivisie         | 19    | 0      | 2              | 0              | –           | –           | 11     | 0      | –     | –      | 32    | 0      |
| AFC Ajax                   | 2017/18            | Eredivisie         | 34    | 11     | 1              | 0              | –           | –           | 4      | 2      | –     | –      | 39    | 13     |
| AFC Ajax                   | 2018/19            | Eredivisie         | 34    | 9      | 5              | 4              | –           | –           | 18     | 4      | –     | –      | 57    | 17     |
| AFC Ajax                   | 2019/20            | Eredivisie         | 23    | 8      | 3              | 0              | –           | –           | 10     | 2      | 1     | 0      | 37    | 10     |
| Manchester United          | 2020/21            | Premier League     | 19    | 1      | 4              | 0              | 4           | 0           | 9      | 0      | –     | –      | 36    | 1      |
| Manchester United          | 2021/22            | Premier League     | 8     | 1      | 1              | 0              | 1           | 0           | 4      | 0      | –     | –      | 14    | 1      |
| Everton (wyp.)             | 2021/22            | Premier League     | 7     | 1      | 0              | 0              | –           | –           | –      | –      | –     | –      | 7     | 1      |
| Manchester United          | 2022/23            | Premier League     | 7     | 0      | 0              | 0              | 1           | 0           | 2      | 0      | –     | –      | 10    | 0      |
| Manchester United          | 2023/24            | Premier League     | 1     | 0      | 0              | 0              | 1           | 0           | 0      | 0      | –     | –      | 2     | 0      |
| Eintracht Frankfurt (wyp.) | 2023/24            | Bundesliga         | 8     | 0      | –              | –              | –           | –           | 0      | 0      | –     | –      | 8     | 0      |
| Girona FC                  | 2024/25            | Primera División   | 0     | 0      | 0              | 0              | –           | –           | 0      | 0      | –     | –      | 0     | 0      |
| Ogólnie w karierze         | Ogólnie w karierze | Ogólnie w karierze | 203   | 39     | 16             | 4              | 7           | 0           | 60     | 9      | 1     | 0      | 287   | 52     |

## Osiągnięcia
Ajax
- Mistrzostwo Holandii: 2018/19
- Puchar Holandii: 2018/19
- Superpuchar Holandii: 2019
- Finał Ligi Europy UEFA: 2016/17

Manchester United
- Puchar Ligi: 2022/2023

Reprezentacja
- Wicemistrzostwo Ligi Narodów UEFA: 2018/19
- Wicemistrzostwo Europy U-17: 2014